# Sideridis cholica
Sideridis cholica là một loài bướm đêm trong họ Noctuidae.